# Vocal abierta
Una vocal abierta (modernamente se prefiere la denominación vocal baja), en fonética, es un tipo de sonido vocálico usado en algunas lenguas, cuya característica definitoria es que la lengua está en la parte inferior de la boca, en su posición más baja. Las vocales abiertas identificadas en el alfabeto fonético internacional son:
- Vocal abierta anterior no redondeada [a]
- Vocal abierta anterior redondeada [ɶ]
- Vocal abierta central no redondeada [ä]
- Vocal abierta posterior no redondeada [ɑ]
- Vocal abierta posterior redondeada [ɒ]

Las vocales fonéticamente abiertas aparecen en prácticamente todas las lenguas del mundo (una excepción es el arapaho).
En el contexto de la fonología de cualquier lengua, una vocal abierta es cualquier vocal más abierta que una vocal media (o en lengua con solo dos niveles de abertura distintivos, una vocal no cerrada). Una vocal fonológicamente abierta no tiene por qué ser fonéticamente abierta (así las semiabiertas [ɛ, œ, ɜ, ɞ, ʌ, ɔ] en el contexto fonológico se clasifican como "abiertas").